# Binche
Binche is een Belgische stad en gemeente in de provincie Henegouwen. De gemeente telt zo'n 33.000 inwoners. Binche is vooral bekend om zijn carnaval. De 14e-eeuwse stadswallen van Binche zijn de best bewaarde van België.

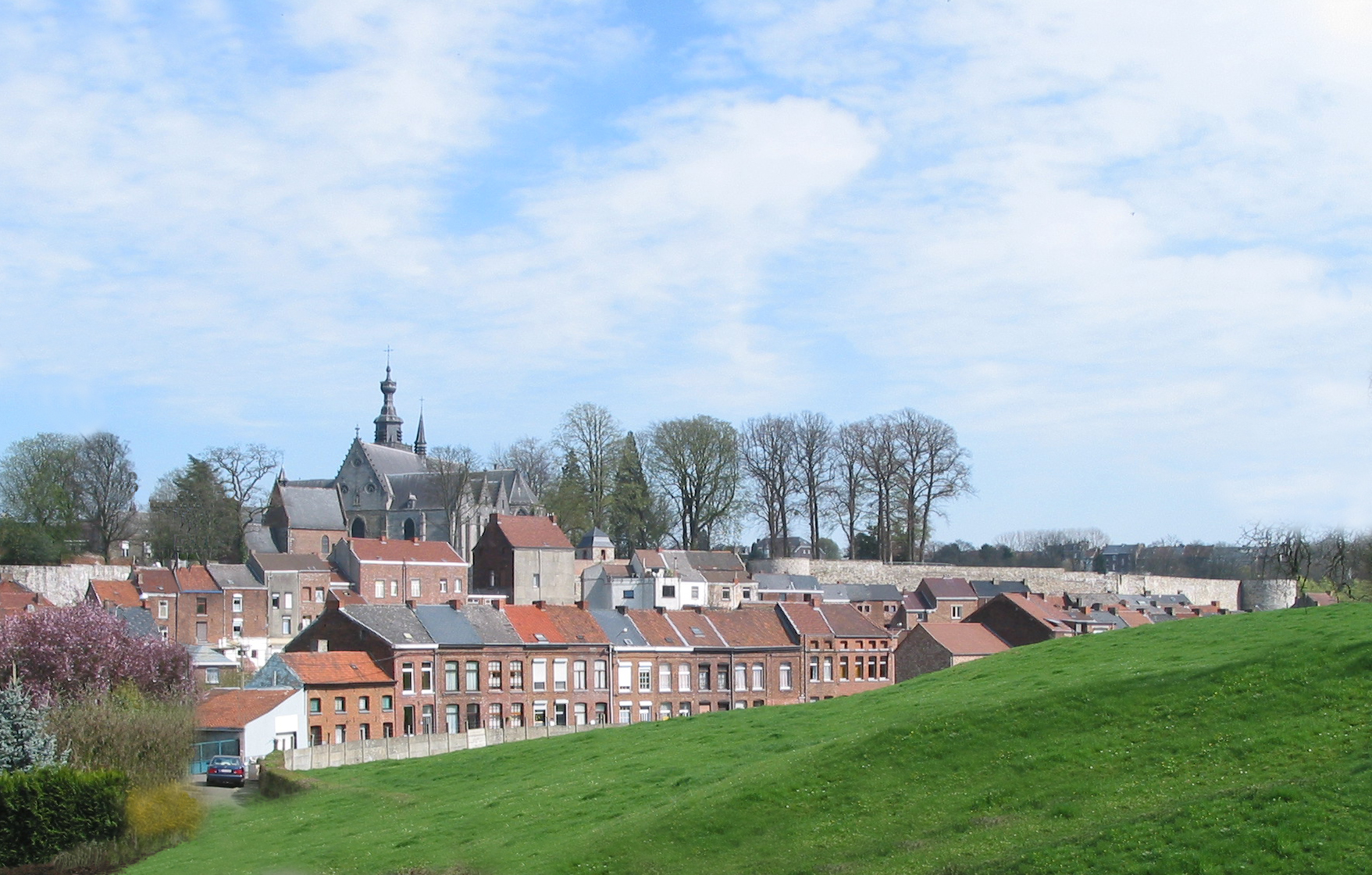
Binche en zijn stadsmuren

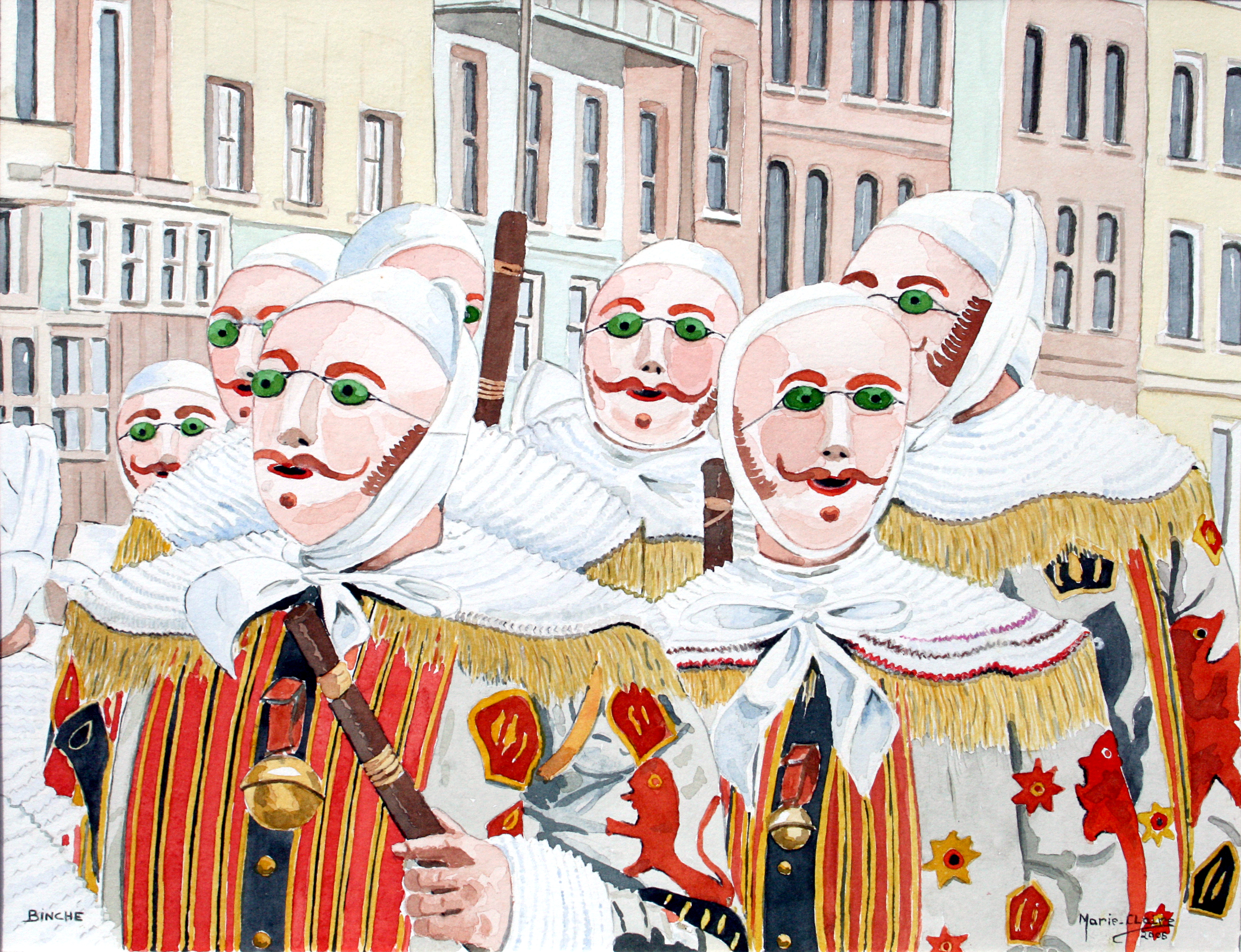
Gilles dragen hun wassen masker.

## Kernen
Naast Binche zelf bestaat de gemeente sinds de fusie van 1977 nog uit zeven andere deelgemeenten.

### Deelgemeenten
| # | Naam                | Opp. (km²) | Inwoners (2020) | Inwoners per km² | NIS-code |
| - | ------------------- | ---------- | --------------- | ---------------- | -------- |
| 1 | Binche              | 3,64       | 8.691           | 2.388            | 58002A   |
| 2 | Ressaix             | 4,27       | 4.078           | 955              | 58002B   |
| 3 | Leval-Trahegnies    | 7,78       | 6.411           | 824              | 58002C   |
| 4 | Épinois             | 3,63       | 1.718           | 474              | 58002D   |
| 5 | Buvrinnes           | 16,37      | 1.950           | 119              | 58002E   |
| 6 | Waudrez             | 8,97       | 2.720           | 303              | 58002F   |
| 7 | Bray                | 6,30       | 2.992           | 475              | 58002G   |
| 8 | Péronnes-lez-Binche | 10,27      | 4.888           | 476              | 58002H   |

## Geschiedenis
Binche is in de middeleeuwen ontstaan aan de Chaussée Brunehaut, een deel van de "Via Belgica" tussen Bavay en Tongeren. De oudste vermelding van de plaats luidt Bincium (1124), latere zijn Binchium (12e eeuw), Binzium (1159), Bins (ca. 1162), Bince (1179) en Binc (1181). Nederlandse exoniemen zijn Bing, Bins en Bijns. Binche was een verblijfplaats van de Henegouwse graven en kreeg in 1124 stadsrechten van Yolanda van Gelre. Haar zoon Boudewijn IV "de Bouwer" liet de stad omringen met een verdedigingsmuur. In de 13e en 14e eeuw kwamen de huidige, grotere stadsmuren tot stand. De ruim 2 km lange en 6 à 10 m hoge muren werden rechtstreeks op de rots gebouwd of waar die ontbrak op funderingsbogen. De omwalling, die zes stadspoorten en dertig torens telde, onderging enige transformaties in de 15e eeuw.
In 1545 schonk keizer Karel V de stad, de heerlijkheid en het kasteel van Binche aan zijn zus Maria van Hongarije, de landvoogdes die notoir verzot was op jagen. Op de plek van het 12e-eeuwse slot liet ze een renaissancepaleis optrekken door Jacques Dubrœucq, waarrond een prachtige muzentuin kwam. Voor de inrichting liet ze kunstwerken maken door Titiaan, Michiel Coxcie en Pieter Coecke van Aelst. Het hofleven van de Habsburgers kende hier enkele hoogtepunten, zoals in 1549 het feest dat bekend kwam te staan als de Triomf van Binche. Tijdens de Italiaanse Oorlog liet Maria het kasteel Folembray van koning Hendrik II van Frankrijk vernielen, maar het kwam haar duur te staan. Hij organiseerde in 1554 een ongeziene wraakexpeditie die het kasteel en de stad aan de vlammen prijsgaf, naast andere eigendommen van haar in Mariemont, Trazegnies, Le Roeulx en Philippeville. Op de ruïnes liet hij een boodschap achter: Dwaze koningin, Folembray zal je bijblijven. Binche werd herbouwd maar niet het kasteel.
Nadat Don Juan en Parma eerder in 1578 het stadje hadden heroverd op de Staatsen, werd het in de herfst van 1578 twee weken belegerd en ingenomen door de hertog van Anjou. Al op 6 januari 1579 echter sloten de Staten van Henegouwen, Artesië en Rijsels-Vlaanderen de Unie van Atrecht, waarbij ze afstand namen van de Nederlandse Opstand en zich onder voorwaarden weer verzoenden met de Spaans-Habsburgse regering.
Bij de Vrede van Aken (1668) verwierf Frankrijk Binche, met inbegrip van haar rechtsgebied bestaande uit 51 kastelen en dorpen, maar bij de Vrede van Rijswijk (1697) moest het alles weer afstaan aan de Spaanse Nederlanden.
De Industriële Revolutie zorgde in Binche voor een ongekende bedrijvigheid. Op haar grondgebied werd steenkool ontgonnen en verschenen terrils. Ook kwamen er baksteenfabrieken, leerlooierijen, glasblazerijen, brouwerijen, kalkovens en zeepziederijen. Duizenden mensen werkten in de thuisnijverheid als kantklosser, kleermaker of schoenmaker. Het postgebouw en het station stammen uit deze tijd.
Na de Tweede Wereldoorlog waren het textielfabrieken die het stadsbeeld bepaalden. Ze verdwenen in de crisis van de jaren 70.

## Bezienswaardigheden
- De restanten van de 13e-eeuwse stadswallen van Binche.
- Het belfort van Binche uit de 14e-16e eeuw staat op de lijst van belforten die als werelderfgoed zijn erkend door UNESCO
- De collegiale Sint-Ursmaruskerk uit de 12e-17e eeuw
- De Sint-Elisabethkerk (Église Sainte-Elisabeth) was de kerk van de recolletten. Hij werd gebouwd in 1707 met de stenen van het tot ruïne vervallen Paleis van Binche. Vanaf 1976 als parochiekerk bekend als de Sacramentskerk (Église du Saint-Sacrament). In 2012 werd hij onttrokken aan de eredienst en in 2022 werd hij getroffen door brand en daarna gesloopt.
- De ruïnes van het Paleis van Binche, het paleis van Maria van Hongarije
- De Sint-Andreaskapel (Chapelle Saint-André) is een gotische kapel van 1537 gelegen op de oude begraafplaats. In deze kapel is een Danse Macabre uitgebeeld.
- Het Internationaal Museum van het Carnaval en het Masker

## Galerij

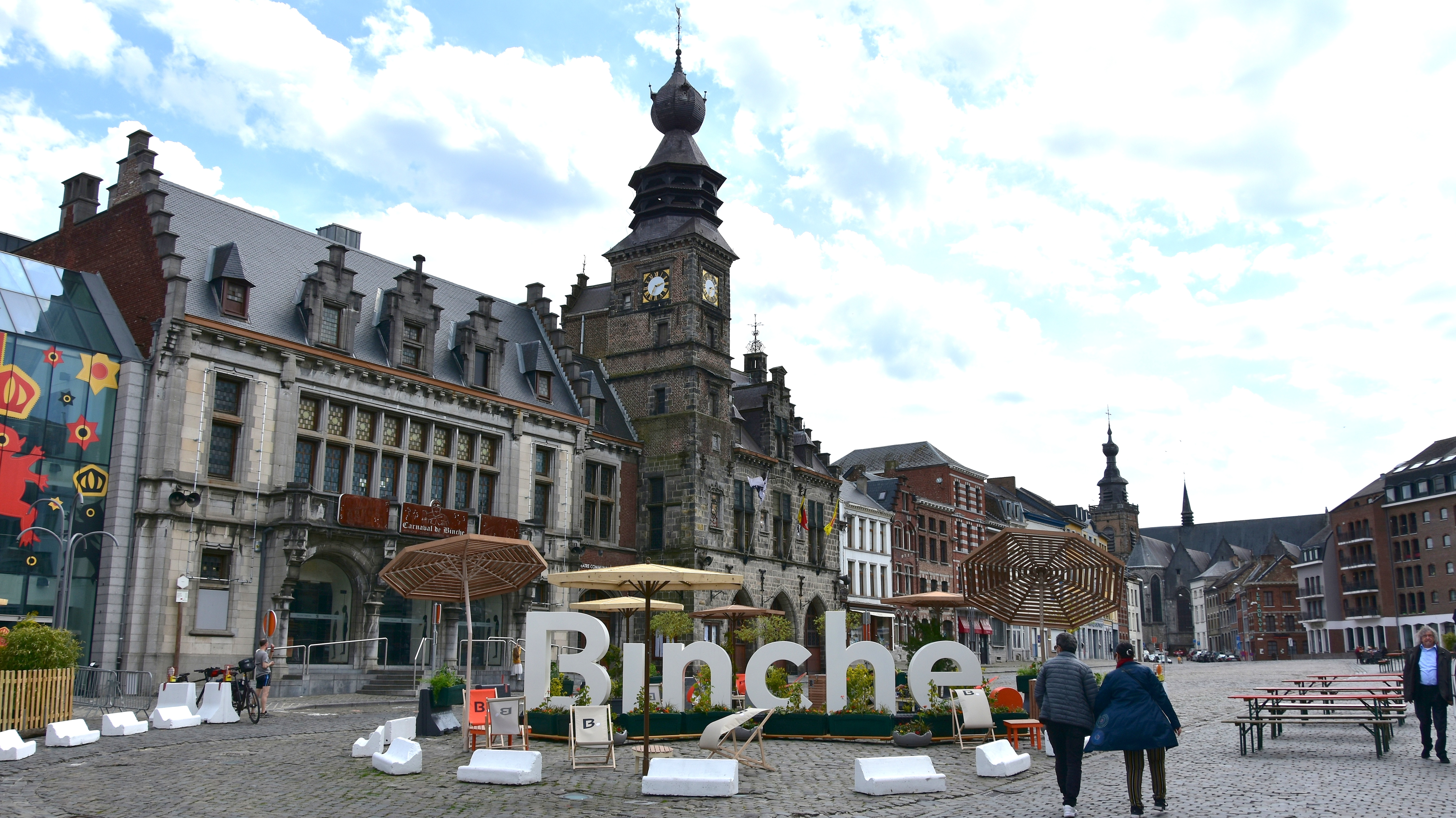
Het centrum
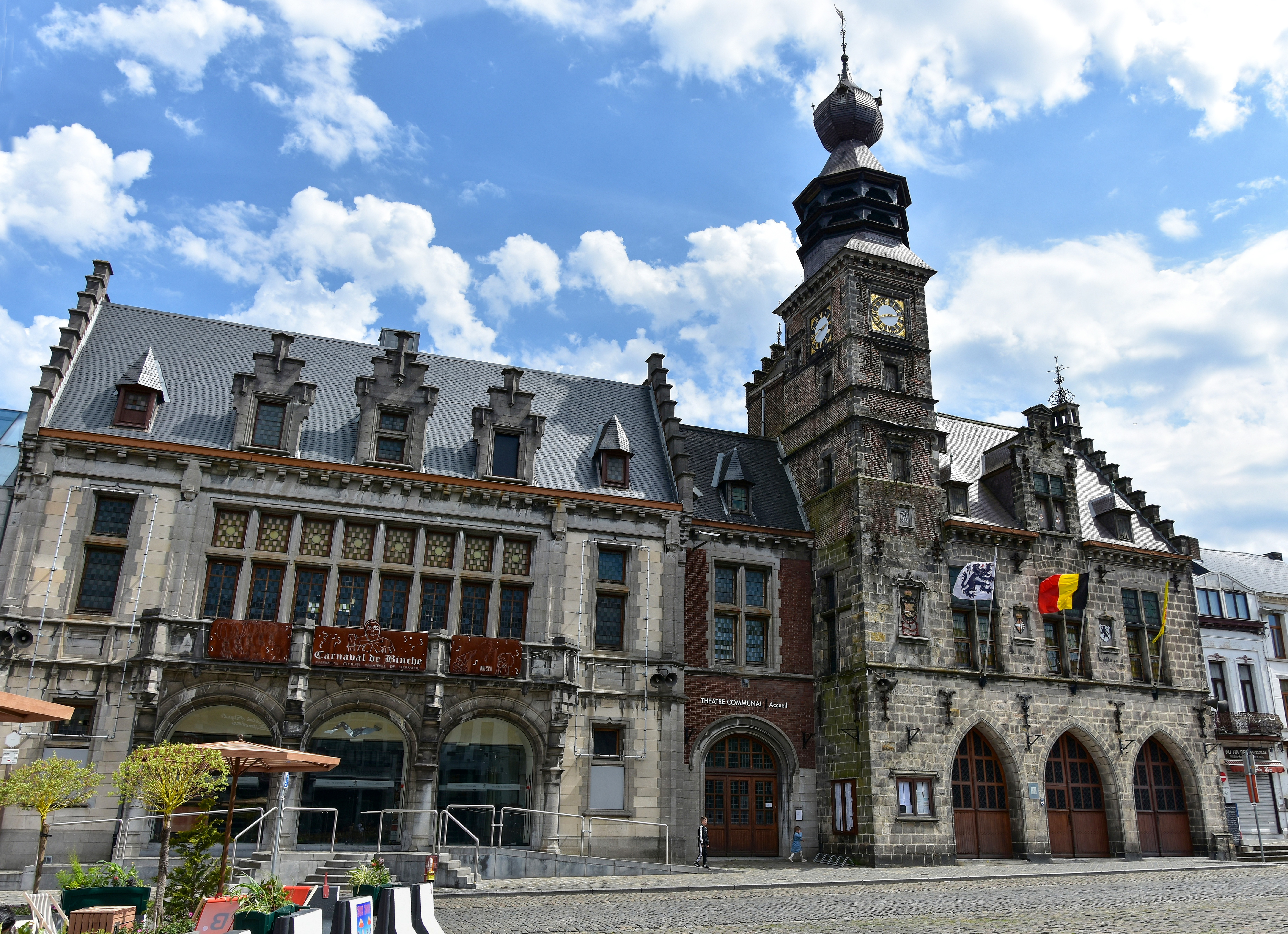
Het museum, het belfort en het stadhuis
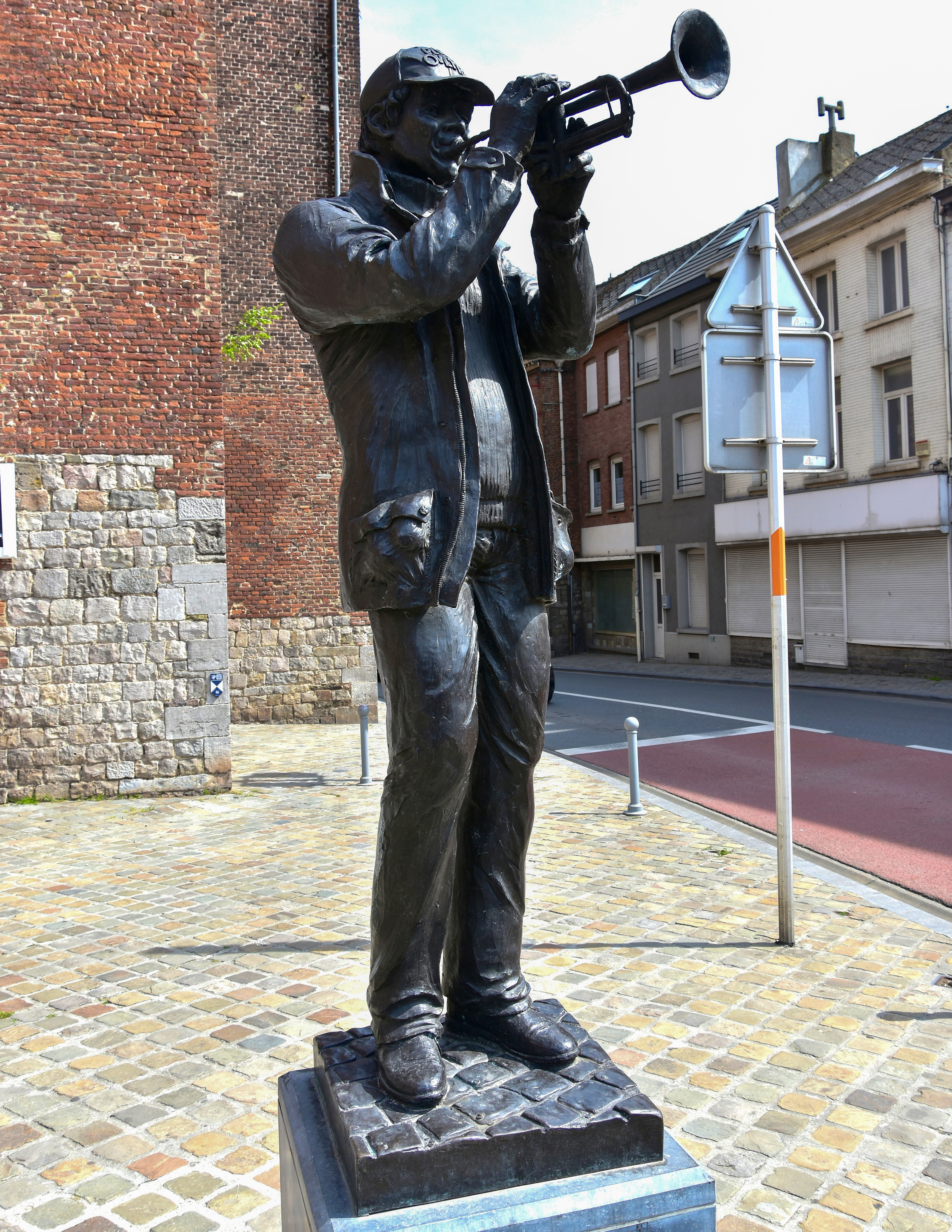
De muzikant door Christophe Pourbaix (1966-2018)
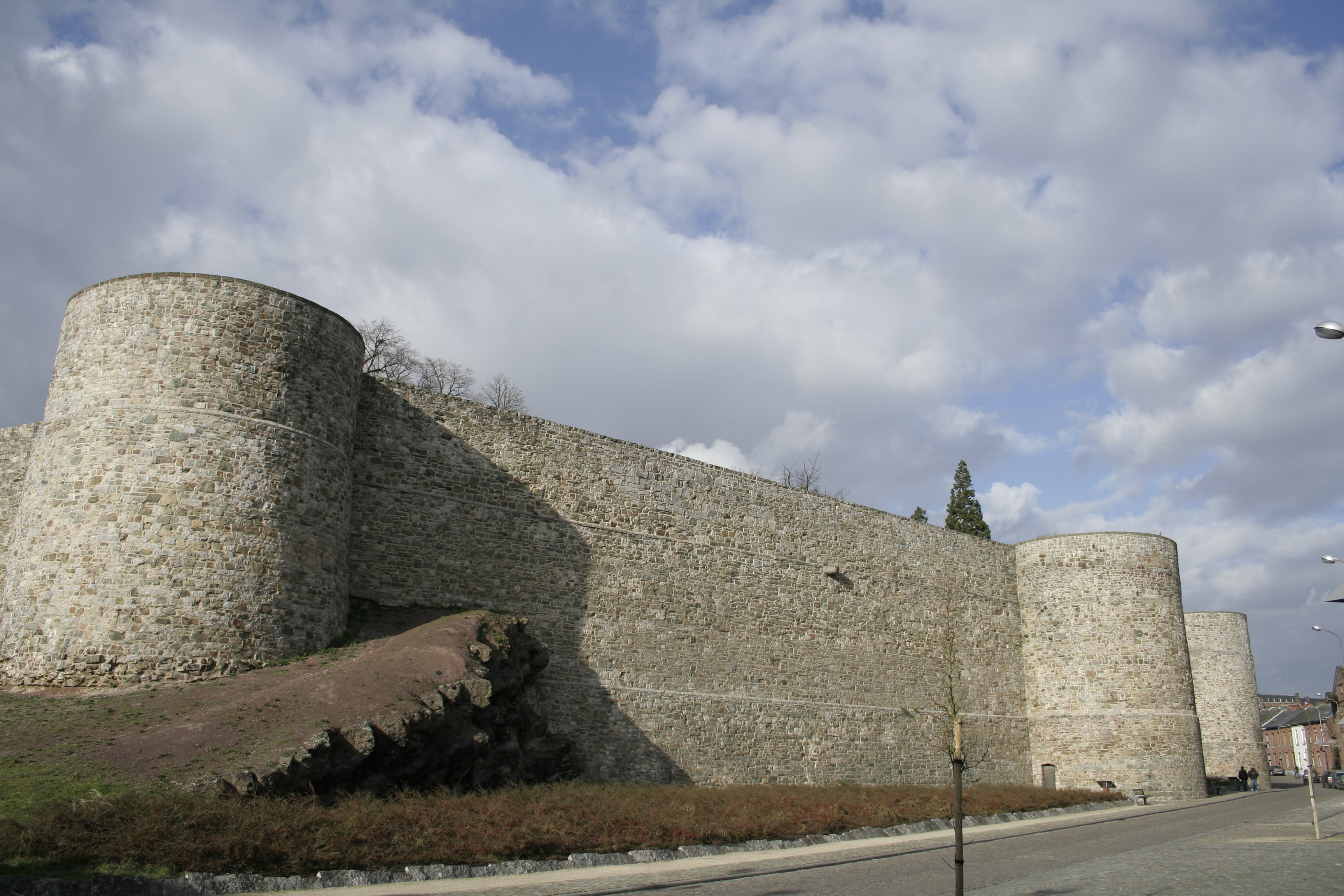
De stadsmuren (14e eeuw)
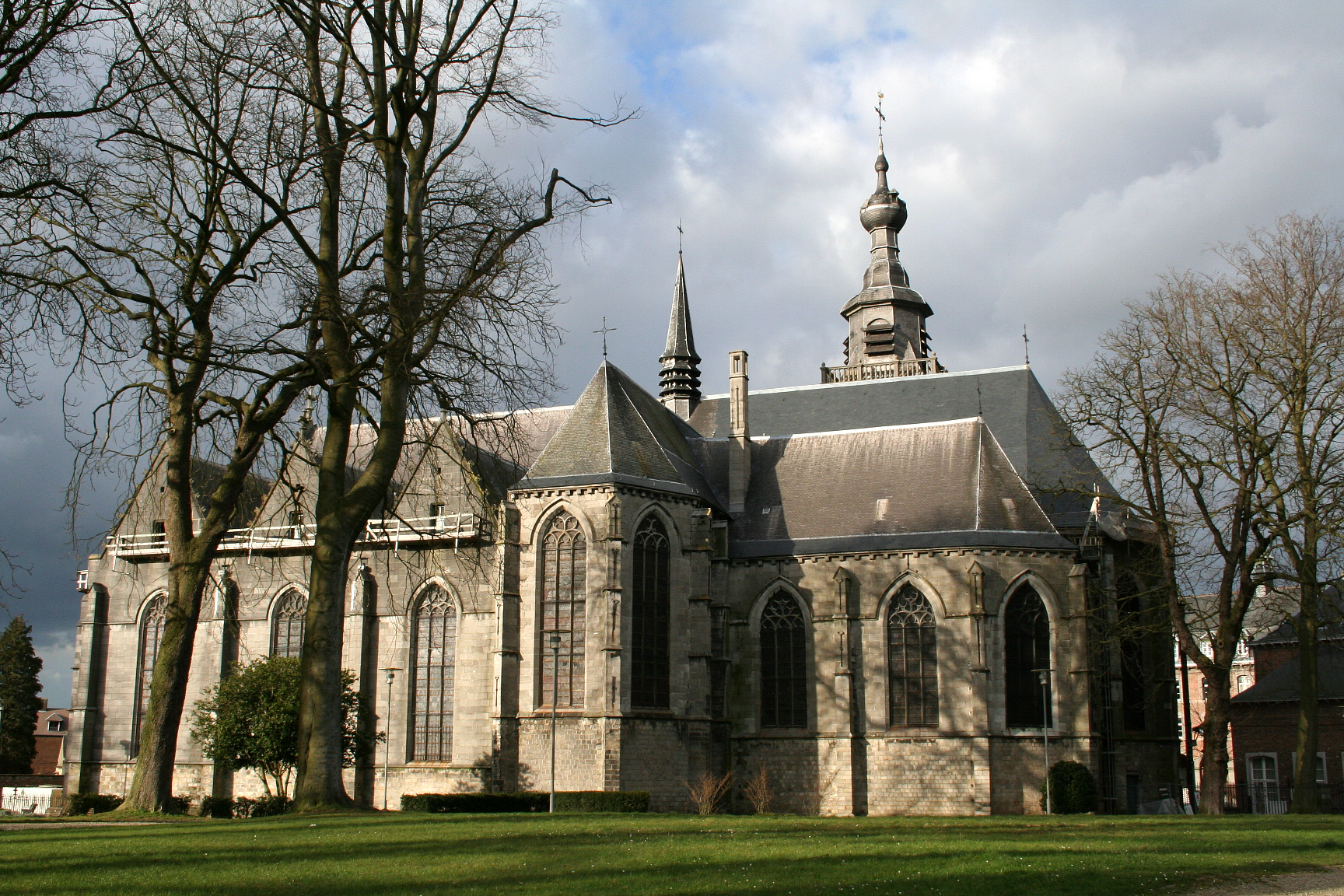
De oud-collegiale Sint-Ursmaruskerk (14e-17e eeuw)

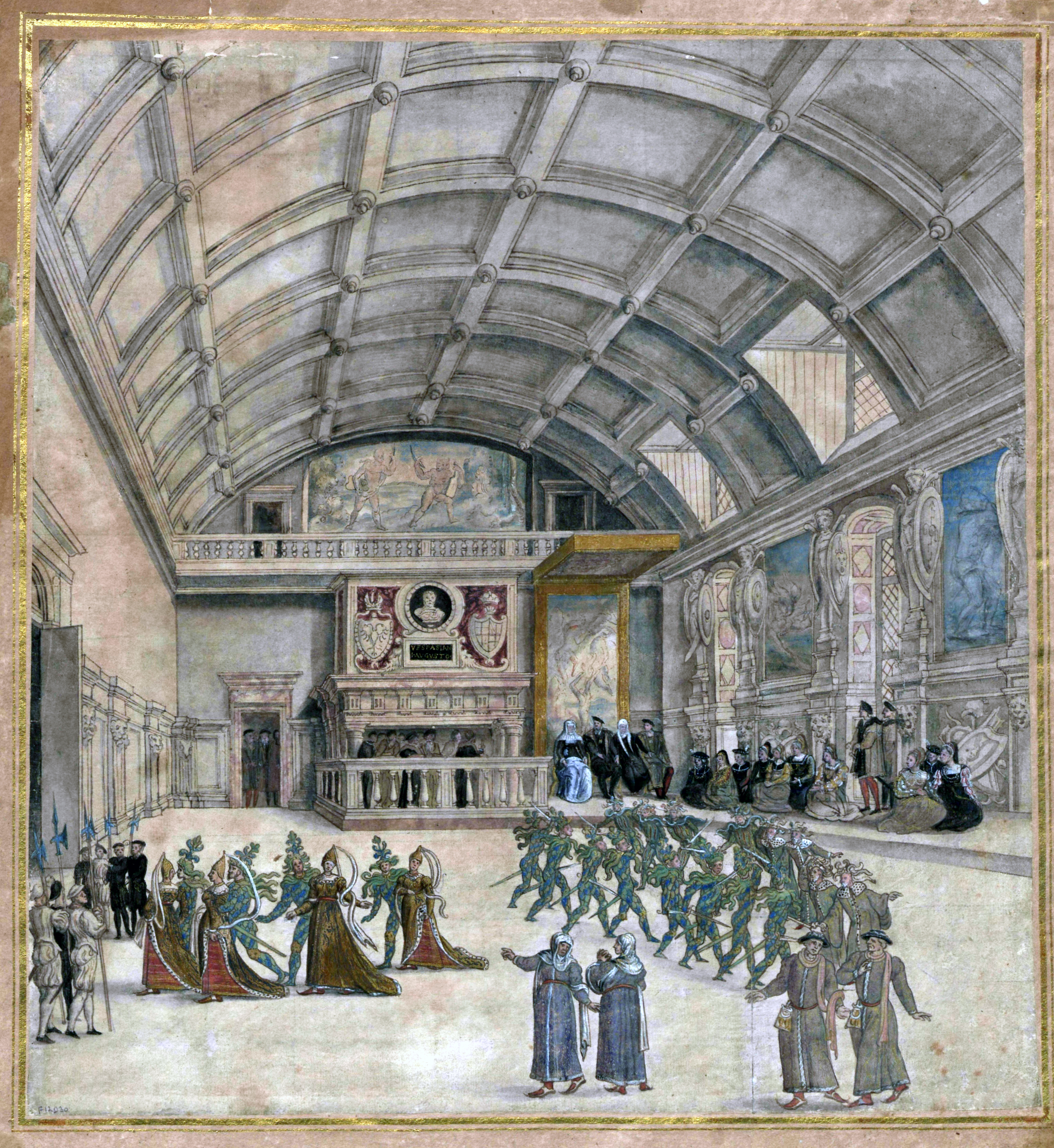
Maria van Hongarije ontvangt haar broer, keizer Karel V in haar paleis van Binche

## Natuur en landschap
Binche ligt aan de Ruisseau de la Princesse. Enkele andere beekjes vloeien hier in dit riviertje. De hoogte aan de Sint-Ursmaruskerk bedraagt 98 meter.

## Cultuur
Binche is vooral bekend om zijn eeuwenoude carnaval. Vooral de Gilles met hun traditionele kostuums zijn wereldvermaard. Lange tijd dacht men dat het carnaval voor het eerst in 1549 georganiseerd werd door Maria van Hongarije ter ere van een bezoek van haar broer keizer Karel V en zijn zoon Filips II, maar deze theorie is niet langer houdbaar, want er zijn al verwijzingen naar een carnaval in Binche in 1395. Sommige verwijzingen naar de Nieuwe Wereld vinden mogelijk wel hun oorsprong in de feestelijkheden die Maria destijds in haar paleis inrichtte. Hovelingen zouden zich toen hebben verkleed als indianen, ter ere van de veroveringen van Francisco Pizarro op de Inca's. Het Internationaal Museum van het Carnaval en het Masker belicht de carnavalstraditie van Binche.
In 2003 plaatste de UNESCO het carnaval van Binche op de Lijst van Meesterwerken van het Orale en Immateriële Erfgoed van de Mensheid.
Er bestaat een kantsoort die 'Binche' heet, te zien in het kantmuseum van de stad.
Binche is mogelijk de stad van herkomst van de vader, de kleermaker Jan Bijns Lambertsz, of voorvader(s) van de Antwerpse schrijfster Anna Bijns (1493–1575).

## Demografische ontwikkeling

### Demografische ontwikkeling voor de fusie
- Bron:NIS - Opm:1831 t/m 1970=volkstellingen; 1976= inwoneraantal op 31 december
- 1890: Aanhechting van Battignies in 1881

### Demografische ontwikkeling van de fusiegemeente
Alle historische gegevens hebben betrekking op de huidige gemeente, inclusief deelgemeenten, zoals ontstaan na de fusie van 1 januari 1977.
- Bronnen:NIS, Opm:1831 tot en met 1981=volkstellingen; 1990 en later= inwonertal op 1 januari

| Inwoners van jaar tot jaar op 1 januari 1992 tot heden | Inwoners van jaar tot jaar op 1 januari 1992 tot heden | Inwoners van jaar tot jaar op 1 januari 1992 tot heden |
| jaar                                                   | Aantal                                                 | Evolutie: 1992=index 100                               |
| ------------------------------------------------------ | ------------------------------------------------------ | ------------------------------------------------------ |
| 1992                                                   | 32.908                                                 | 100,0                                                  |
| 1993                                                   | 32.929                                                 | 100,1                                                  |
| 1994                                                   | 32.852                                                 | 99,8                                                   |
| 1995                                                   | 32.730                                                 | 99,5                                                   |
| 1996                                                   | 32.499                                                 | 98,8                                                   |
| 1997                                                   | 32.381                                                 | 98,4                                                   |
| 1998                                                   | 32.361                                                 | 98,3                                                   |
| 1999                                                   | 32.185                                                 | 97,8                                                   |
| 2000                                                   | 32.190                                                 | 97,8                                                   |
| 2001                                                   | 32.144                                                 | 97,7                                                   |
| 2002                                                   | 32.344                                                 | 98,3                                                   |
| 2003                                                   | 32.243                                                 | 98,0                                                   |
| 2004                                                   | 32.227                                                 | 97,9                                                   |
| 2005                                                   | 32.394                                                 | 98,4                                                   |
| 2006                                                   | 32.409                                                 | 98,5                                                   |
| 2007                                                   | 32.508                                                 | 98,8                                                   |
| 2008                                                   | 32.672                                                 | 99,3                                                   |
| 2009                                                   | 32.687                                                 | 99,3                                                   |
| 2010                                                   | 32.749                                                 | 99,5                                                   |
| 2011                                                   | 32.929                                                 | 100,1                                                  |
| 2012                                                   | 33.002                                                 | 100,3                                                  |
| 2013                                                   | 33.091                                                 | 100,6                                                  |
| 2014                                                   | 33.187                                                 | 100,8                                                  |
| 2015                                                   | 33.297                                                 | 101,2                                                  |
| 2016                                                   | 33.445                                                 | 101,6                                                  |
| 2017                                                   | 33.545                                                 | 101,9                                                  |
| 2018                                                   | 33.598                                                 | 102,1                                                  |
| 2019                                                   | 33.473                                                 | 101,7                                                  |
| 2020                                                   | 33.448                                                 | 101,6                                                  |
| 2021                                                   | 33.416                                                 | 101,5                                                  |
| 2022                                                   | 33.470                                                 | 101,7                                                  |
| 2023                                                   | 33.649                                                 | 102,3                                                  |
| 2024                                                   | 33.651                                                 | 102,3                                                  |
| 2025                                                   | 33.784                                                 | 102,7                                                  |

## Sport
Binche is bekend van de wielersport. De wielerploeg Wanty-Gobert heeft er haar thuisbasis. Binche is tevens start- en aankomstplaats van de eendagskoers Binche-Chimay-Binche (mannen/vrouwen). In het verleden heette deze koers Binche-Doornik-Binche. Binche was in 2019 startplaats van de derde etappe van de Ronde van Frankrijk. Deze etappe naar Épernay werd gewonnen door de Fransman Julian Alaphilippe. In 2022 was de plaats eveneens de startplaats voor een etappe in de Ronde van Frankrijk. Deze zesde etappe naar Longwy werd gewonnen door de Sloveen Tadej Pogačar.

## Politiek

### Resultaten gemeenteraadsverkiezingen sinds 1976
| Partij               | Partij                                | 10-10-1976 | 10-10-1976 | 10-10-1982 | 10-10-1982 | 9-10-1988 | 9-10-1988 | 9-10-1994 | 9-10-1994 | 8-10-2000 | 8-10-2000 | 8-10-2006 | 8-10-2006 | 14-10-2012 | 14-10-2012 | 14-10-2018 | 14-10-2018 | 13-10-2024 | 13-10-2024 |
| Stemmen / Zetels     | Stemmen / Zetels                      | %          | 31         | %          | 31         | %         | 31        | %         | 31        | %         | 31        | %         | 31        | %          | 31         | %          | 31         | %          | 31         |
| -------------------- | ------------------------------------- | ---------- | ---------- | ---------- | ---------- | --------- | --------- | --------- | --------- | --------- | --------- | --------- | --------- | ---------- | ---------- | ---------- | ---------- | ---------- | ---------- |
|                      | PS                                    | 50,35      | 18         | 57,94      | 20         | 57,73     | 20        | 56,6      | 21        | 34,05     | 11        | 39,70     | 14        | 57,04      | 20         | 57,00      | 20         | 55,92      | 20         |
|                      | PRL1 / PRL-MCC2 / MRB3 / MR4 / MR-CIA | 11,131     | 3          | -          |            | -         |           | -         |           | 11,962    | 3         | 6,663     | 1         | 13,174     | 3          | 15,59A     | 5          | 25,82A     | 8          |
|                      | PSC1 / CDH2 / MR-CIA / EPBB           | 25,91      | 8          | -          |            | 17,121    | 5         | -         |           | -         |           | -         |           | 6,382      | 1          | 15,59A     | 5          | 7,93B      | 1          |
|                      | UNION1 / EPBB                         | -          |            | -          |            | -         |           | -         |           | 47,731    | 16        | 45,931    | 15+1      | 23,401     | 7          | 16,691     | 5          | 7,93B      | 1          |
|                      | ECOLO                                 | -          |            | -          |            | 8,37      | 2         | 7,62      | 1         | 6,26      | 1         | 4,11      | 0         | -          |            | 6,27       | 1          | -          |            |
|                      | PTB                                   | -          |            | -          |            | 0,67      | 0         | 1,18      | 0         | -         |           | -         |           | -          |            | -          |            | 10,33      | 2          |
|                      | NG                                    | -          |            | -          |            | -         |           | 16,14     | 5         | -         |           | -         |           | -          |            | -          |            | -          |            |
|                      | OSER                                  | -          |            | -          |            | -         |           | 12,11     | 3         | -         |           | -         |           | -          |            | -          |            | -          |            |
|                      | GU                                    | -          |            | -          |            | -         |           | 6,34      | 1         | -         |           | -         |           | -          |            | -          |            | -          |            |
|                      | AGIR                                  | -          |            | -          |            | 16,11     | 4         | -         |           | -         |           | -         |           | -          |            | -          |            | -          |            |
|                      | RC                                    | -          |            | 29,5       | 10         | -         |           | -         |           | -         |           | -         |           | -          |            | -          |            | -          |            |
|                      | UAC                                   | -          |            | 7,85       | 1          | -         |           | -         |           | -         |           | -         |           | -          |            | -          |            | -          |            |
|                      | RW                                    | 7,86       | 2          | -          |            | -         |           | -         |           | -         |           | -         |           | -          |            | -          |            | -          |            |
| Anderen(*)           | Anderen(*)                            | 4,76       | 0          | 4,71       | 0          | -         |           | -         |           | -         |           | 3,60      | 0         | -          |            | 4,45       | 0          | -          |            |
| Totaal stemmen       | Totaal stemmen                        | 19961      | 19961      | 20146      | 20146      | 20064     | 20064     | 19884     | 19884     | 20676     | 20676     | 21881     | 21881     | 21712      | 21712      | 22192      | 22192      | 21580      | 21580      |
| Opkomst %            | Opkomst %                             |            |            |            |            | 93,16     | 93,16     | 92,08     | 92,08     | 91,91     | 91,91     | 93,43     | 93,43     | 88,47      | 88,47      | 88,24      | 88,24      | 84,62      | 84,62      |
| Blanco en ongeldig % | Blanco en ongeldig %                  | 3,92       | 3,92       | 5,81       | 5,81       | 6,05      | 6,05      | 8,04      | 8,04      | 7,48      | 7,48      | 6,14      | 6,14      | 6,56       | 6,56       | 8,56       | 8,56       | 6,78       | 6,78       |

(*) 1976: PCB (4,76%) / 1982: PCB (4,71%) / 2006: DLC (0,78%), MCB (2,82%) / 2018: Chrétien (1,22%), DéFI (3,23%).
De grootste partij is in kleur.

### Burgemeesters
- 1885-1921: Eugène Derbaix (katholiek)
- 1921-1946: Charles Derbaix (katholiek)
- 1947-1970: Charles Deliège (PSB)
- 1970-1973: Simone Mabille-Leblanc (Liberale Partij)
- 1973-1976: Fernand Derval (PSB)
- 1977-2000: Armand Le Roi (PSB)
- 2000-2006: André Navez (PS / MS)
- 2006-heden: Laurent Devin (PS)

## Geboren
- André Joseph Boussart (1758-1813), generaal van Napoleon Bonaparte
- Caroline Clémence Boussart (1808-1891), schrijfster en journalist
- Louis Canivez (1837-1911), componist en dirigent
- Valéry Bury (1878-1959), componist, militair kapelmeester en hoboïst
- Pol Debaise (1906-1986), graficus
- Berthe Dubail (1911-1984) kunstschilder
- Marcel Quinet (1915-1986), pianist, componist en muziekpedagoog
- Jacques Leroy (1924-1996), collaborateur in de Tweede Wereldoorlog
- Robert Schoukens (1928-2022), snelwandelaar
- Paul Furlan (1962-2023), politicus

## Nabijgelegen kernen
Waudrez, Battignies, Épinois, Buvrinnes, Merbes-Sainte-Marie, Vellereille-les-Brayeux